# 河大敦
河 大敦（ハ・デドン、朝鮮語: 하대돈、1935年1月7日 - 2013年3月23日）は、大韓民国の政治家。第10代大韓民国国会議員。

## 経歴
1935年1月7日に生まれた。釜山高等学校を卒業後、ソウル大学校文理科大学政治学科を卒業した。その後、国家再建最高会議内務委行政官、国会運営委員会行政室長、国務総理情報秘書官を歴任した。1978年12月12日に実施された第10代総選挙に民主共和党の公認で昌寧郡・密陽郡選挙区から立候補して当選し、国会議員となった。1981年から韓国観光公社の社長を6年間務めた。
2013年3月23日、80歳で死去した。

## 賞勲
- 紅条勤政勲章